# Copa de las Naciones de la OFC de Fútbol Playa
La Copa de las Naciones de la OFC de Fútbol Playa es el principal torneo de dicho deporte del continente. Fue fundado en 2006 para funcionar como clasificación a la Copa Mundial de Fútbol Playa de FIFA y es regido por la Confederación de Fútbol de Oceanía. Aun así, en 2005, 2008, 2015, 2017 y 2021 la edición respectiva no fue disputada y la OFC eligió al representante oceánico para la Copa Mundial de turno.
Las Islas Salomón se coronó en cuatro oportunidades, mientras que Tahití se alzó con el trofeo en dos ocasiones. Por detrás, aparece Vanuatu con tres subcampeonatos y Nueva Caledonia, que fue segunda en una sola ocasión.

## Campeonatos
| Año                                            | Sede               | Campeón       | Resultado | Segundo lugar   | Tercer lugar    | Resultado  | Cuarto lugar       |
| ---------------------------------------------- | ------------------ | ------------- | --------- | --------------- | --------------- | ---------- | ------------------ |
| Campeonato de Fútbol Playa de Oceanía          |                    |               |           |                 |                 |            |                    |
| 2006 Detalles                                  | Polinesia Francesa | Islas Salomón | 6:2       | Vanuatu         | Tahití          | 12:4       | Islas Cook         |
| 2007 Detalles                                  | Nueva Zelanda      | Islas Salomón | 5:3       | Vanuatu         | Nueva Zelanda   | 5:3        | Tahití             |
| 2009 Detalles                                  | Polinesia Francesa | Islas Salomón | 1:0       | Vanuatu         | Tahití          | 6:3        | Fiyi               |
| 2011 Detalles                                  | Polinesia Francesa | Tahití        | 4:3       | Islas Salomón   | Fiyi            |            |                    |
| 2013 Detalles                                  | Nueva Caledonia    | Islas Salomón | Liga      | Nueva Caledonia | Vanuatu         |            |                    |
| Copa de las Naciones de la OFC de Fútbol Playa |                    |               |           |                 |                 |            |                    |
| 2019 Detalles                                  | Polinesia Francesa | Tahití        | 4:3       | Islas Salomón   | Nueva Caledonia | 8:7 (pró.) | Vanuatu            |
| 2021 Detalles                                  | Polinesia Francesa | Cancelado     | Cancelado | Cancelado       | Cancelado       | Cancelado  | Cancelado          |
| 2023 Detalles                                  | Polinesia Francesa | Tahití        | 7:0       | Islas Salomón   | Fiyi            | 12:0       | Tonga              |
| 2024 Detalles                                  | Islas Salomón      | Tahití        | 3:2       | Islas Salomón   | Fiyi            | 4:0        | Papúa Nueva Guinea |

## Palmarés
En cursiva, los años en que el equipo logró dicha posición como local.
| Equipo             | Campeón                    | Subcampeón                 | Tercer lugar         | Cuarto lugar |
| ------------------ | -------------------------- | -------------------------- | -------------------- | ------------ |
| Islas Salomón      | 4 (2006, 2007, 2009, 2013) | 4 (2011, 2019, 2023, 2024) |                      |              |
| Tahití             | 4 (2011, 2019, 2023, 2024) |                            | 2 (2006, 2009)       | 1 (2007)     |
| Vanuatu            |                            | 3 (2006, 2007, 2009)       | 1 (2013)             | 1 (2019)     |
| Nueva Caledonia    |                            | 1 (2013)                   | 1 (2019)             |              |
| Fiyi               |                            |                            | 3 (2011, 2023, 2024) | 1 (2009)     |
| Nueva Zelanda      |                            |                            | 1 (2007)             |              |
| Islas Cook         |                            |                            |                      | 1 (2006)     |
| Tonga              |                            |                            |                      | 1 (2023)     |
| Papúa Nueva Guinea |                            |                            |                      | 1 (2024)     |

## Desempeño
| AñosEquipos        | 2006 (4) | 2007 (4) | 2009 (4) | 2011 (3) | 2013 (3) | 2019 (5) | 2023 (4) | 2024 (4) |   | Parts. ⁄8 |
| ------------------ | -------- | -------- | -------- | -------- | -------- | -------- | -------- | -------- | - | --------- |
| Islas Cook         | 4º       | ×        | ×        | ×        | ×        | ×        | ×        | ×        | 1 |           |
| Fiyi               | ×        | ×        | 4º       | 3º       | ×        | ×        | 3º       | 3º       | 4 |           |
| Nueva Caledonia    | ×        | ×        | ×        | ×        | 2º       | 3º       | ×        | ×        | 2 |           |
| Nueva Zelanda      | ×        | 3º       | ×        | ×        | ×        | ×        | ×        | ×        | 1 |           |
| Papúa Nueva Guinea | ×        | ×        | ×        | ×        | ×        | ×        | ×        | 4º       | 1 |           |
| Islas Salomón      | 1º       | 1º       | 1º       | 2º       | 1º       | 2º       | 2º       | 2º       | 8 |           |
| Tahití             | 3º       | 4º       | 3º       | 1º       | ••       | 1º       | 1º       | 1º       | 7 |           |
| Tonga              | ×        | ×        | ×        | ×        | ×        | 5º       | 4º       | ×        | 2 |           |
| Vanuatu            | 2º       | 2º       | 2º       | ••       | 3º       | 4º       | ×        | ×        | 5 |           |

### Simbología
| - 1º – Campeón - 2º – Finalista - 3º – 3º Lugar - 4º – 4º Lugar - 5º – 5º Lugar | - × – No participó - •• – participó pero se retiró - q – Clasificado - – Anfitrión |

## Desempeño en mundiales
A continuación se muestra una cronología del desempeño de los equipos de la OFC que han llegado a aparecer en la Copa del Mundo, habiéndose clasificado en los eventos mencionados anteriormente (incluidos los años en los que el evento no se llevó a cabo y, en cambio, el equipo clasificado fue seleccionado personalmente por la OFC, siendo 2008, 2015, 2017 y 2021).
| AñosEquipos                  | 2006                         | 2007                         | 2008*                        | 2009                         | 2011                         | 2013                         | 2015*                        | 2017*                        | 2019                         | 2021*                        | 2023                         | 2025                         | Total |
| ---------------------------- | ---------------------------- | ---------------------------- | ---------------------------- | ---------------------------- | ---------------------------- | ---------------------------- | ---------------------------- | ---------------------------- | ---------------------------- | ---------------------------- | ---------------------------- | ---------------------------- | ----- |
| Islas Salomón                | R1                           | R1                           | R1                           | R1                           |                              | R1                           |                              |                              |                              |                              |                              |                              | 5     |
| Tahití                       |                              |                              |                              |                              | R1                           | 4º                           | 2nd                          | 2º                           | R1                           | QF                           | QF                           | Q                            | 8     |
| Número total de clasificados | Número total de clasificados | Número total de clasificados | Número total de clasificados | Número total de clasificados | Número total de clasificados | Número total de clasificados | Número total de clasificados | Número total de clasificados | Número total de clasificados | Número total de clasificados | Número total de clasificados | Número total de clasificados | 2     |

### Simbología
| - 1º – Campeón - 2º – Finalista - 3º – 3º Lugar - 4º – 4º Lugar | - QF – Cuartos de final - R1 – Fase de grupos - q – Clasificado - – Anfitrión |

## Premios y reconocimientos
| Año  | Goleador                             | Goles | Mejor jugador    | Mejor portero      | Fair play     | Ref. |
| ---- | ------------------------------------ | ----- | ---------------- | ------------------ | ------------- | ---- |
| 2006 | Teiva Izal                           | 11    | Teiva Izal       | Chikau Mansale     | Islas Cook    |      |
| 2007 | Teva Zaveroni                        | 11    | James Naka       | Chikau Mansale     | Nueva Zelanda |      |
| 2009 | James Naka                           | 7     | James Naka       | Chikau Mansale     | Vanuatu       |      |
| 2011 | James Naka Ratu Dugucagi Robert Laua | 4     | James Naka       | Jonathan Torohia   | Fiyi          |      |
| 2013 | Joe Luwi                             | 5     | Samson Takayama  | Fred Hale          | no otorgado   |      |
| 2019 | Patrick Tepa                         | 12    | Heimanu Taiarui  | Jonathan Torohia   | Islas Salomón |      |
| 2023 | Gabiriele Matanisiga                 | 12    | Heirauarii Salem | Jonathan Torohia   | Fiyi Tahití   |      |
| 2024 | Heirauarii Salem                     | 11    | Li Fung Kuee     | Teave Teamotuaitau | Fiyi          |      |

## Mayores goleadores
- Actualizado a la edición 2023.

| Pos. | Jugador              | Equipo        | Goles |
| ---- | -------------------- | ------------- | ----- |
| 1    | James Naka           | Islas Salomón | 34    |
| 2    | Patrick Tepa         | Tahití        | 21    |
| 3    | Teva Zaveroni        | Tahití        | 18    |
| 4    | Raimana Li Fung Kuee | Tahití        | 17    |
| 5    | Seule Soromon        | Vanuatu       | 15    |
| 6    | Teva Izal            | Tahití        | 14    |
| 6    | Henry Koto           | Islas Salomón | 14    |
| 8    | Max Fa'ari           | Islas Salomón | 12    |
| 8    | Gabiriele Matanisiga | Fiyi          | 12    |
| 10   | Loic Boulet          | Vanuatu       | 11    |
| 10   | Tearii Labaste       | Tahití        | 11    |
| 10   | Heirauarii Salem     | Tahití        | 11    |

## Clasificación general
- Actualizado a la edición 2023.

| Pos. | Selección       | Part. | PJ | G  | G+ | GP | D | GF  | GC  | Dif  | Pts |
| ---- | --------------- | ----- | -- | -- | -- | -- | - | --- | --- | ---- | --- |
| 1    | Islas Salomón   | 7     | 26 | 19 | 0  | 0  | 7 | 136 | 86  | +50  | 57  |
| 2    | Tahití          | 6     | 24 | 16 | 0  | 0  | 8 | 179 | 88  | +91  | 48  |
| 3    | Vanuatu         | 5     | 19 | 9  | 2  | 0  | 8 | 117 | 90  | +27  | 31  |
| 4    | Nueva Caledonia | 2     | 7  | 2  | 1  | 0  | 4 | 32  | 46  | –14  | 8   |
| 5    | Fiyi            | 3     | 10 | 2  | 0  | 0  | 8 | 62  | 61  | +1   | 6   |
| 6    | Nueva Zelanda   | 1     | 4  | 1  | 0  | 0  | 3 | 21  | 26  | –5   | 3   |
| 7    | Islas Cook      | 1     | 4  | 0  | 0  | 0  | 4 | 6   | 49  | –43  | 0   |
| 8    | Tonga           | 2     | 8  | 0  | 0  | 0  | 8 | 15  | 129 | –114 | 0   |